# Product Red

Il logo dell'organizzazione

Product Red, scritto (PRODUCT)RED o semplicemente (RED), è un'organizzazione con marchio no-profit, usato sotto licenza a varie aziende partner, i cui derivati vengono devoluti al Fondo globale per la lotta all'Aids, la tubercolosi e la malaria. Il marchio è stato fondato il 26 gennaio 2006 da Bobby Shriver, attivista statunitense, e Bono Vox, frontman del gruppo rock irlandese U2; l'iniziativa è stata annunciata in concomitanza con il Forum economico mondiale a Davos, Svizzera. Il fondo globale ha indicato il Ruanda come primo beneficiario dei primi proventi della Product Red.

## Filosofia
L'iniziativa è nata per accrescere la notorietà e i fondi della FGLATM, tramite una collaborazione con marchi prestigiosi, creando prodotti con brand (RED). La società però non è un'associazione di beneficenza bensì un modello economico innovativo, progettato per incrementare il flusso di denaro donato da aziende private a fondi di beneficenza, senza rincari per il consumatore. Il rapporto è infatti proficuo per entrambe le parti: (RED) sfrutta la notorietà e le conoscenze economiche delle aziende, ricavandone una percentuale sulle vendite che verrà reindirizzata al fondo globale, ad esclusione di una piccola percentuale usate per le spese di management, dall'altra parte l'azienda/partner ne guadagna in immagine e in vendite.

## Critiche
La (Product) Red è stata accusata di non aver un impatto proporzionale all'investimento pubblicitario, di essere molto meno efficace dei tradizionali contributi diretti di carità, e di avere poca trasparenza sugli importi e le percentuali delle vendite.
Alcuni critici sostengono che un intermediario fra donatore e associazione di beneficenza è inutile.
Un'altra critica è che, con l'utilizzo da parte della Red Product di tecniche tradizionali di raccolta fondi, come l'organizzazione di concerti, è incoerente con l'affermazione di innovazione che contraddistingue il marchio.
Altri critici hanno sottolineato il fatto che l'enfasi finanziaria rivolta sulla ricerca per cure contro l'AIDS, in ultima analisi, fa guadagnare le aziende farmaceutiche, o di utilizzare la malattia come veicolo pubblicitario.

## Prodotti
I prodotti (RED) sono riconoscibili per il colore e per il marchio. Il colore, come si può desumere dal nome, è il rosso, tinta scelta per l'associazione con l'emergenza, e l'emergenza indicata dalla (Product) Red è la piaga dell'AIDS in Africa. Il logo è invece composto da due parentesi rosse che contengono il marchio associato e la scritta "RED" in alto a destra a mo' di esponente.

### Marchi
I marchi associati a (RED) sono American Express, Beats, GAP, Emporio Armani, Converse, Apple, Dell, Hallmark, Primark, Starbucks, Shazam, Fiat e Microsoft.
Oltre a prodotti a marchio (RED), la (Product) Red ha collaborato con il quotidiano britannico The Independent, la rivista Vanity Fair e in ambito di giochi Supercell(in Clash Royale); inoltre ha organizzato un concerto chiamato (Red)Nights e fondato il (Red)Wire un music store/magazine on line.
Dal 30 novembre 2009 la nota multinazionale Nike entra a far parte della lista dei partner, ormai in frequente espansione, lanciando sul mercato dei lacci rossi in occasione del Campionato mondiale di calcio 2010.
Il ricavato verrà totalmente devoluto a favore della lotta contro l'AIDS in Africa. Dal 2016, durante il Gran Premio di Valencia del motomondiale, della classe MotoGP, le moto Aprilia rinunciano a tutti gli sponsor e a tutte le grafiche delle moto e della tuta, sfoggiando una moto totalmente rossa con il logo dell'organizzazione sulla carena.

### Eventi
Nel 2012 l'associazione Cash & Rocket Tour si associa al marchio (RED) e organizza un road trip per l'Europa nell'obiettivo di raccogliere fondi per la lotta contro l'AIDS trasmessa da madre a figlio.